# Krumpensee
Der Krumpensee ist ein Gebirgssee oberhalb der Krumpalm im Nordwesten der Stadtgemeinde Trofaiach im österreichischen Bundesland Steiermark.
Der See liegt in einem Kessel südlich des Eisenerzer Reichensteins und wird vom Vordernberger Zinken vom Hüttstein und von der Hohen Zölz umrahmt. Einzig nach Südosten öffnet sich der Talkessel. Hier besteht auch die einzige Zugangsmöglichkeit über eine von Krumpen kommende Route, die als Wanderweg in die Gipfelregionen führt, etwa zur Reichensteinhütte. Der See schwillt mit der Schneeschmelze stark an und ist im Spätsommer sehr seicht.